# Jayalaksana (Cabangbungin)
Jayalaksana is een bestuurslaag in het regentschap Bekasi van de provincie West-Java, Indonesië. Jayalaksana telt 7255 inwoners (volkstelling 2010).